# Wikke-uil
De wikke-uil (Lygephila pastinum) is een vlinder uit de familie van de spinneruilen (Erebidae). De voorvleugellengte bedraagt tussen de 18 en 21 millimeter. De soort komt verspreid over Europa, Siberië, Japan en China voor. Hij overwintert als rups.

## Waardplanten
De wikke-uil heeft als waardplanten allerlei kruidachtige planten, zoals vogelwikke en veldlathyrus.

## Voorkomen in Nederland en België
De wikke-uil is in Nederland en België een zeldzame soort, die verspreid over het hele gebied kan worden gezien. De vlinder kent één generatie, die vliegt van eind maart tot halverwege augustus. Soms is er een tweede generatie in september en oktober.